# Једу (Сучава)
Једу (рум. Iedu) насеље је у Румунији у округу Сучава у општини Карлибаба. Oпштина се налази на надморској висини од 1035 m.

## Становништво
Према подацима из 2002. године у насељу је живело 174 становника, од којих су сви румунске националности.